# 김병태 (1953년)
김병태(金柄泰, 1953년 4월 2일 ~ )은 대한민국의 제4·6·7대 부산광역시 남구의원이다.

## 학력
- 동아대학교 정치외교학과 학사 졸업
- 5년제 한국방송통신대학교 경제학과 학사 졸업
- 동아대학교 대학원 정치학 석사 졸업

### 비학위 수료
- 경성대학교 대학원 경제학과 경제학 박사 수료

## 경력
- 동아대학원 총학생회장 역임
- (사)태전기주식회사 전무 이사
- 우룡산공원추진 위원장
- 대연2동 청년회 고문
- 우룡장학회 회장
- 신라대학교 겸임교수
- 2002.07 ~ 2006.06 제4대 부산광역시 남구의회 의원
- 2002.07 ~ 2004.07 제4대 부산광역시 남구의회 전반기 사회산업도시위원회 위원
- 2002.07 ~ 2004.07 제4대 부산광역시 남구의회 전반기 총무위원회 위원장
- 2002.07 ~ 2004.07 제4대 부산광역시 남구의회 전반기 예산결산특별위원회 위원
- 2002.11 ~ 2002.11 제4대 부산광역시 남구의회 총무위원회 행정사무감사 위원
- 2003.06 ~ 2003.06 제4대 부산광역시 남구의회 해군제3함대 용호동 토석채취에 따른특별위원회 위원
- 2003.11 ~ 2003.12 제4대 부산광역시 남구의회 총무위원회 행정사무감사 위원장
- 2004.07 ~ 2006.06 제4대 부산광역시 남구의회 후반기 예산결산특별위원회 위원
- 2004.07 ~ 2006.06 제4대 부산광역시 남구의회 후반기 총무위원회 위원
- 2005.12 ~ 2005.12 제4대 부산광역시 남구의회 총무위원회 행정사무감사 위원
- 2004.08 ~ 2006.06 제4대 부산광역시 남구의회 후반기 부의장
- 2010.07 ~ 2014.06 제6대 부산광역시 남구의회 의원
- 2010.07 ~ 2012.07 제6대 부산광역시 남구의회 전반기 총무위원회 위원
- 2010.07 ~ 2012.07 제6대 부산광역시 남구의회 전반기 예산결산특별위원회 위원
- 2010.11 ~ 2010.11 제6대 부산광역시 남구의회 총무위원회 행정사무감사 위원
- 2011.11 ~ 2011.11 제6대 부산광역시 남구의회 총무위원회 행정사무감사 위원
- 2012.07 ~ 2014.06 제6대 부산광역시 남구의회 후반기 주민복지도시위원회 위원
- 2013.11 ~ 2013.11 제6대 부산광역시 남구의회 주민복지도시위원회 행정사무감사 위원
- 2014.07 ~ 2018.06 제7대 부산광역시 남구의회 의원
- 2014.07 ~ 2016.07 제7대 부산광역시 남구의회 전반기 총무위원회 위원
- 2015.12 ~ 2015.12 제7대 부산광역시 남구의회 총무위원회 행정사무감사 위원
- 2016.07 ~ 2018.06 제7대 부산광역시 남구의회 후반기 의장

## 역대 선거 결과
|  | 31.49% |

|  | 49.36% |

|  | 55.94% |

|  | 38.19% |

|  | 38.36% |

|  | 12.91% |